# 吉良義郷
吉良 義郷（きら よしさと、? - 天文9年（1540年））は、戦国時代の武将。三河西条吉良氏。仮名は三郎。左兵衛佐の官職を僭称した。母は後藤平大夫の娘。義安、義昭は弟にあたる。

## 生涯
西条城主吉良氏の吉良義堯の長男として生まれる。
父義堯の跡を継いで西条吉良氏の当主となったが、天文9年（1540年）戦死した。尾張の織田信秀と戦い、戦死した可能性が高いと言われる。義郷の死後、弟の義安が家督を継いだ。
法名は寶樹寺殿奇山敏勝大禅定門。